# Черби
Черби (тув. Черби) — село в Кызылского кожууне Республики Тыва. Административный центр и единственный населённый пункт Чербинского сумона.

## История
хроника современного Черби начинается с 1918 года, когда Симаковы отстроили первый в селе рубленый дом
Александра БЕРЕЗКИНА, заслуженный работник культуры РТ, заведующая Чербинской сельской библиотекой, пишет:

В 1918 году семья русских переселенцев Симаковых переехала в местечко Черби из местечка Чихачевки, которое находилось на берегу Енисея. Первый дом здесь построил Симаков Поликарп Егорович со своей супругой Евдокией Михайловной. У них была большая дружная семья — 9 детей. Сначала деревеньку называли Кескен-Терек (вырубленное дерево), в знак того, что первый дом срублен из дерева. А затем в Кескен-Тереке переехали ещё несколько русских семей: Соловьевы, Путинцевы, Нефедовы, Кученаковы. Тувинцы в те времена вели кочевой образ жизни, они жили в нескольких километрах от Кескен-Терека, в местечках Тостугбае, Кара-Даге, Кужуре, Бала, Бош-Дага, Чагылае. Постепенно некоторые семьи тувинцев тоже перешли на оседлый образ жизни. С 1927 года Кескен-Терек стали называть Черби, в переводе с тувинского — 20 (чээрби). Именно столько ручейков впадает в речку Тапса.— http://tuvapravda.ru/?q=content/derevenka-moya

В 1930 году силами жителей была построена школа, но она просуществовала всего 5 лет. Затем её перевели в село Чихачевку (местечко около нынешней паромной переправы в Кара-Хааке). Некоторое время в Черби школы не было, дети снова не учились. Посоветовавшись, открыли в доме Соловьевых интернат, который содержали сами родители. Первыми учителями этого интерната были Дмитрий Чооду, Сара Дармаевна Чооду, Ольга Миндряевна Биче-оол. Эти учителя работали в интернате до 1947 г.
В 1927 году на полях близ села вырыли канаву для полива, начали сеять и поливать пшеницу, с 1930 г. в Черби началась коллективизация.
В 1945 году в Черби открылся первый магазин, продавцом в котором работал Маады.
В 1948 году здесь открыли детский дом, там с 2-летнего возраста находились сироты со всей республики. Воспитателями и нянями работали Н. И. Андреевна, П. М. Лашков, Н. И. Лаптухова, Е. Ф. Шипилина. Затем на базе детского дома с 1965 года образовали школу-интернат. Директором его была Командрина, старшим воспитателем Маргарита Ефимовна Беленкова, учителями Тамара Яковлевна Симакова, Евдокия Филипповна Извозкова. В 1950 году открылась почта в небольшом домике на окраине села, а в 1954 году построили электростанцию на речке Кара-Суге.

За речкой Тапса с 1956 по 1959 годы действовал промкомбинат, выпускали кирпич для нужд Черби и Кара-Хаака, бочки. После закрытия промкомбината на его месте отстроили корпуса и открыли школу для глухонемых. Директором её был Юрьев. В 1961 г. школу глухонемых перевели в село Кара-Хаак, а в Черби открыли санаторно-лесную республиканскую школу-интернат для детей с ослабленным здоровьем— http://tuvapravda.ru/?q=content/derevenka-moya

## География
Село находится у речушек Тапса и Кара-Суг.
Уличная сеть
Новый пер., Родниковый пер. ул. Лесная, ул. Сельская, ул. Семьи Симаковых, ул. Советская, ул. Школьная.
Географическое положение
Расстояние до:
районного центра Каа-Хем: 21 км.
областного центра Кызыл: 22 км.
Ближайшие населенные пункты
Кара-Хаак 9 км, Каа-Хем 21 км, Кызыл 21 км, Хая-Бажи 21 км, Сесерлиг (Германовка) 22 км.

## Природа
Возле Черби растёт многолетнее травянистое растение Лук красивенький — вид рода Лук (Allium) семейства Луковые (Alliaceae).

## Население
| 2002  | 2010  | 2011  | 2012  | 2013  | 2014  | 2015  |
| ----- | ----- | ----- | ----- | ----- | ----- | ----- |
| 1147  | ↘1127 | ↗1130 | ↘1107 | ↘1102 | ↗1133 | ↘1127 |
| 2016  | 2017  | 2018  | 2019  | 2020  | 2021  |       |
| ↘1119 | ↗1137 | ↘1136 | ↗1148 | ↗1158 | ↗1168 |       |

## Инфраструктура
Средняя школа, коррекционная школа 8 типа, детское дошкольное учреждение «Теремок», сельский центр культуры, участковая больница, аптечный пункт, лесхоз, Чербинский плодово-ягодный сад.
Чербинская сельская библиотека. На её базе открывается первый в Туве музея-избы русского быта
отделение почтовой связи села Черби
Администрация села Черби
Администрация сумона Черби
Храм святых первоверховных апостолов Петра и Павла, входит в Кызыльскую епархию.
Имена всех 48 участников Великой Отечественной войны из с. Черби увековечены на обелиске около сельской библиотеки.

## Транспорт
Автодорога местного значения.
Автомобильный мост через реку Тапса, множество деревянных мостов.